# Richard Roht

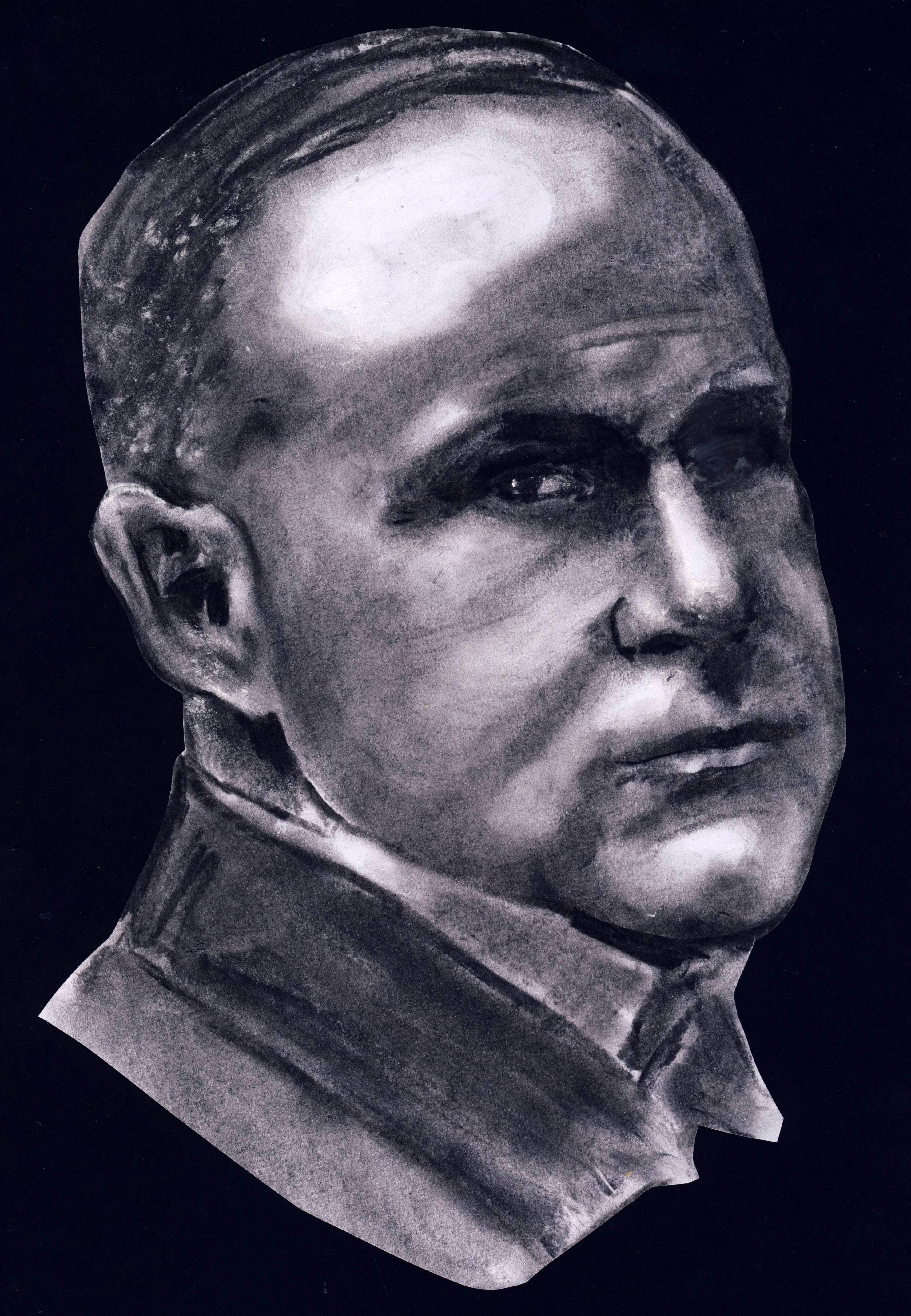
Richard Roht

Richard Roht (* 31. Märzjul. / 12. April 1891greg. im Dorf Ihamaru in der Gemeinde Krootuse, heute Landgemeinde Kõlleste, Kreis Põlva, Estland; † 22. August 1950 in Tallinn) war ein estnischer Schriftsteller.

## Leben
Richard Johannes Roht besuchte das renommierte Hugo-Treffner-Gymnasium im livländischen Tartu und die Realschule in Valga, brach aber seine Schulausbildung ab. Von 1912 bis 1914 lebte er in Tartu, Sankt Petersburg und Helsinki. Während dieser Zeit legte er seine ersten literarischen Versuche vor.
Gemeinsam mit Henrik Visnapuu (1891–1951) und Marie Heiberg (1890–1942) gründete Roht 1913 die lose Gruppierung Moment mit einem gleichnamigen Sammelband. Sie war als Protest gegen die Literatengruppe Noor-Eesti gedacht und zeigte futuristische Züge. 1914 gaben Roht und Visnapuu den Folgeband Roheline moment heraus, der auf grünem Papier gedruckt war, aber bei der Kritik kaum Anklang fand.
1914 wurde Roht in die zaristische Armee eingezogen. Er kämpfte an der Front des Ersten Weltkriegs. 1919/1920 nahm er am Estnischen Freiheitskrieg teil.
1917/18 gehörte Roht der literarischen Siuru-Bewegung an. Von 1920 bis 1927 lebte er als freiberuflicher Schriftsteller in Tartu. Im März 1920 veröffentlichte Roht gemeinsam mit Henrik Visnapuu und Johannes Barbarus den Sammelband Looming I. Dieser Lebensabschnitt wurde 1921 bis 1923 von einem Aufenthalt in Berlin unterbrochen. Dort gab er 1922 die ersten drei von insgesamt neun Heften der estnischen Zeitschrift Aeg heraus.
nerkennung fand vor allem Rohts 1922 erschienener Roman Hümnid Paanile („Hymnen an Pan“), der die sogenannte Kurgsoo-Serie einleitete. Sie wird nach ihrem Schauplatz auch Tuulemäe-Serie genannt und beschreibt das Leben in einem estnischen Dorf in den 1920er Jahren. Daneben schrieb Roht zahlreiche Romane, Novellen, Erzählungen und Kinderliteratur.
Von 1928 bis 1930 lebte Roht als Landwirt im südestnischen Sangaste und versuchte sich am Aufbau eines Neusiedlerhofs. In diese Zeit fallen die Romane See, millest avalikult ei räägita (1928) und Nauding (1929), in denen Roht das Landleben idealisiert. 1930 war er hoch verschuldet, wurde wegen Urkundenfälschung inhaftiert und verbrachte anderthalb Jahre im Gefängnis. Später ließ er sich in der estnischen Hauptstadt Tallinn nieder, wo er 1950 starb.
Richard Roht hat ein sehr umfangreiches Prosawerk von über fünfzig Werken hinterlassen. Zahlreiche Werke wurden auch während der sowjetischen Besetzung Estlands nachgedruckt.

## Literarisches Werk

### „Kurgsoo-Serie“
- „Hümnid Paanile“ (Roman, 1922)
- „Viimane kevad“ ja „Kriuka Kusta armastus“ (aus der Novellensammlung „Neli juttu“, 1924)
- „Kurgsoo“ (Roman, 1924)
- „Maa“ (Roman, 1927)
- „Aeg“ (Roman, 1929)

### Romane
- „Minevik“ (1920)
- „Üksindus“ (1925)
- „See, millest avalikult ei räägita“ (1928)
- „Nauding“ (1929)
- „Vastsed rajad“ (1933)
- „Võitluse teel“ (1933)
- „Esimene armastus“ (1935)
- „Verioja mõis“ (1936)
- „Ummiktänav“ (1937)
- „Elutee“ (1938)
- „Inimsaatused“ (1938)
- „Igapäevased inimesed“ (1937)
- „Talulapsed“ (1939)
- „Kuldsed päevad“ (1939)
- „Kodutalu“ (1940)
- „Kaks perekonda“ (1947)

### Novellensammlungen
- „Igaveses labürindis“ (1913)
- „Üksinduse meeleolud“ (1914)
- „Siluetid ja dekoratsioonid“ (1918)
- „Hing ja veri“ (1918)
- „Kolm näokatet“ (1919)
- „Neli juttu“ (1925)
- „Vabadus ja vangla“ (1932)
- „Kitsad piirid“ (Auswahlsammlung, 1946)
- „Öö“ (Auswahlsammlung, 2007)

### Erinnerungen
- „Sõjasõit“ (1928)
- „Vana Võrumaa“ (1934)
- „Tsaari ohvitser“ (1935)
- „Kahuriliha“ (1936)

### Kinderbücher
- „Laanekohus“ (1928)
- „Väikesed rändurid“ (1934)
- „Noor elulaevnik“ (1934)
- „Vetepojad“ (1934)
- „Väleküüs ja Tuhknai“ (1935)
- „Suvised rõõmud“ (1936)
- „Võrukael“ (1945)
- „Jäneste pulmad“ (1946)
- „Lapsed, linnud ja loomad“ (1947)
- „Laaned ja veed“ (1949)
- „Kaks poissi puhkusel“ (1949)
- „Jutte loomadest“ (1951)
- „Lapsed ja loomad“ (2007)

## Deutsche Übersetzung
Von Roht liegt ein Kinderbuch auf Deutsch vor:
- Tiergeschichten. Übersetzung aus dem Estnischen von Viktor Sepp. Illustriert von Tõnu Tulev. Tallinn: Perioodika 1988. 166 S.

Außerdem gibt es eine Erzählung  in deutscher Übersetzung:
- Der alte Fischer. Übersetzt von A.E. Thoss (aus dem Russischen), in: Aus dem Buch des Lebens. Ukrainische und estnische Novellen. Auswahl und Einleitung Erich Müller. Berlin: Verlag Kultur und Fortschritt 1951, S. 27–41

## Sekundärliteratur
- August Pill: „Mälestusi Richard Rohust“ In: Keel ja Kirjandus 1961, Nr. 7, S. 430–436
- Reet Krusten: „Richard Roht lastekirjanikuna“ In: Keel ja Kirjandus 1991, Nr. 4, S. 205–208
- Oskar Kruus: Pürgimine laineharjale In: Looming 1991, Nr. 5, S. 682–692